# Mchakojou
Mchakojou ist eine Insel vor der Nordküste der Insel Anjouan im Inselstaat Komoren.

## Geographie
Die Inseln liegt unweit des Pointe de Bouékouni vor der Nordküste des westlichen Ausläufers von Anjouan, gegenüber der Siedlung Fombani (Afombany) und westlich von Mjamaoué.